# Jesajas himmelsfärd
Jesajas himmelsfärd, en av pseudepigraferna, är en av de äldsta kristna skrifterna, bevarad i etiopisk översättning tillsammans med det judiska Jesajas martyrium.
Jesaja sägs ha förts till Guds tron och bevittnar därifrån hur Kristus stiger ned till jorden, utför sitt verk och sedan återvänder.